# Ronil Kumar
Ronil Kumar (29 de diciembre de 1984) es un futbolista fiyiano que juega como mediocampista en el Ba FC.

## Carrera
Comenzó su carrera futbolística en 2005 jugando para el Ba FC, sus buenas actuaciones hicieron que el Waitakere City FC de Nueva Zelanda lo fichara en 2007. Ese mismo año llegó al Waitakere United, uno de los principales clubes neozelandeses, pero solo jugó un año allí, regresando al Ba FC en 2008.

### Clubes
| Club                    | País          | Año               |
| ----------------------- | ------------- | ----------------- |
| Ba Football Association | Fiyi          | 2005 - 2006       |
| Waitakere City FC       | Nueva Zelanda | 2007              |
| Waitakere United        | Nueva Zelanda | 2007 - 2008       |
| Ba Football Association | Fiyi          | 2008 - actualidad |

### Selección nacional
Jugó 11 partidos por las eliminatorias a Sudáfrica 2010 en representación de Fiyi.